# КД Санта Клара
„Санта Клара“ (на португалски: CD Santa Clara) е португалски футболен клуб от град Понта Делгада в автономния регион Асориш на архипелага Азорски острови. В този момент се състезава в Примейра лига.

## История
Клубът е основан през 1927 година. Домакинските си срещи играе на стадион „Сан Мигел“, с капацитет 13 277 зрители. Най-доброто си класиране в Португалска лига е 10-о място през настоящия сезон 2018/19. В елита има 6 сезона.

## Успехи
- Лига Сагреш/Примейра лига
  - 10-о (1): 2018/19
- Сегунда лига
  -  Победител (1): 2000/01
- Сегунда дивизиу
  -  Победител (1): 1997/98

## Участие в европейските клубни турнири
| Сезон | Турнир         | Кръг |  | Клуб          | Резултат |
| ----- | -------------- | ---- |  | ------------- | -------- |
| 2002  | Купа Интертото | 1R   |  | Ширак (Гюмри) | 2:0, 3:3 |
|       |                | 2R   |  | Теплице       | 1:4, 1:5 |

- 1R – първи кръг,
- 2R – втори кръг.

## Известни треньори
- Еурику Гомеш